# 結城朝勝
結城 朝勝（ゆうき ともかつ）は、安土桃山時代から江戸時代前期にかけての武将。結城七郎。

## 生涯
永禄12年（1569年）、宇都宮広綱の次男として誕生。母は佐竹義昭の娘。
天正5年（1577年）12月、8歳のとき、水谷勝俊などの働きにより結城晴朝の養子となる。これによって、宇都宮氏と結城氏、そして佐竹氏の3者は後北条氏に対抗した。天正6年（1578年）、後北条氏が常陸国に侵攻した際、3者連合軍はこれを撃退した（小川台合戦）。このとき、朝勝は兄・宇都宮国綱と共に初陣している（「小川岱状」）。
天正18年（1590年）4月、兄・国綱と共に、小田原在陣中の秀吉に謁見した。
同年（天正18年）、結城秀康が結城氏の養嗣子として入嗣すると、朝勝は相続権が無くなって実家の宇都宮氏へと戻った。近年の説として、天正15年（1587年）の段階で既に朝勝が結城氏の家督を継いでいたものの、晴朝が秀康を養子とするために朝勝を結城氏当主の座から退かせたとする説も存在する。
その後は兄・宇都宮国綱に従い、文禄の役では肥前国名護屋城に参陣したが、慶長2年（1597年）に宇都宮氏が改易されると、母方の従兄弟にあたる佐竹義宣の下へ寄食した。
慶長5年（1600年）7月、上杉景勝に与して白河城に入る。景勝と義宣の間を取り持つ役目を果たしたり、宇都宮氏の旧臣に下野で挙兵するように促すなどしている。
慶長7年（1602年）、佐竹義宣が出羽国に減移封されるとそれに従った。のち、宇都宮姓に復し、宇都宮恵斎宗安と名乗った。神事関係の職務についた。
寛永5年（1628年）4月3日、死去。59歳。法名は桂山宗月。
子がなかったため、真壁重幹の二男・新二郎を養子とした。新二郎は、のちに宇都宮帯刀光綱と名乗った。この宇都宮氏はそのまま久保田藩佐竹氏に仕えていくこととなる（久保田藩#引渡二番座を参照）。

## 系譜
- 父：宇都宮広綱
- 母：南呂院 - 佐竹義昭の次女
- 養父：結城晴朝
- 室：不詳
  - 女子：宇都宮光綱室
- 養子
  - 男子：宇都宮光綱 - 真壁重幹の次男